# 金千均
金 千均（金 天均、キム・チョンギュン、朝鮮語: 김천균、1960年3月17日 - ）は、朝鮮民主主義人民共和国の政治家。朝鮮民主主義人民共和国中央銀行総裁、朝鮮労働党中央委員会委員候補などを歴任した。

## 経歴
1960年に生まれた。出生地は不明。2014年3月に最高人民会議第13期代議員に選出され、4月に朝鮮民主主義人民共和国中央銀行総裁に任命された。2016年5月9日に開催された朝鮮労働党第7次大会で朝鮮労働党中央委員会委員候補に選出された。同年7月には朝鮮マネー・ロンダリングおよびテロ資金支援防止のための国家調整委員会副委員長として、マネー・ロンダリング防止に関する金融行動グループが北朝鮮を「マネー・ロンダリング国」としていることに抗議する手紙を送った。2019年4月12日に開催された最高人民会議第14期第1回会議で、中央銀行総裁に再任された。
2021年1月5日から開催された朝鮮労働党第8次大会で行われた党中央委員候補から脱落。1月17日に開催された最高人民会議第14期第4回会議で中央銀行総裁を解任された。

## 参考サイト
- 북한정보포털

| 先代白龍天 | 朝鮮民主主義人民共和国中央銀行総裁2014年 - 2021年 | 次代チェ・ソンハク |